# Sony Xperia Ion
Sony Xperia Ion — смартфон фирмы Sony Mobile на платформе Google Android в корпусе типа «моноблок». Первый Android-телефон Sony, анонсированный не под брендом Sony Ericsson.
Был представлен на выставке Consumer Electronics Show в январе 2012 года вместе с Sony Xperia S. Первоначально был разработан эксклюзивно для американского оператора AT&T. 27 апреля 2012 года Sony представила Xperia Ion на Тайване, но версия для AT&T получила номер LT28at, а тайваньский вариант — LT28i. LT28i отличался тем, что в нём не было поддержки LTE.